# Les Anges d'acier
Les Anges d'acier est une série de bande dessinée d'aviation des Espagnols Víctor de la Fuente (dessin) et Víctor Mora (scénario), publiée dans le mensuel français Pilote entre 1983 et 1988.
Les Anges d'acier sont un groupe d'aviateurs mercenaires vivant diverses aventures dans le cadre de la Seconde guerre italo-éthiopienne.
La Rose d'Abyssinie a valu à ses auteurs le prix Haxtur de la meilleure histoire courte en 1989.

## Publications

### Albums
- Les Anges d'acier, Dargaud :

1. Les Anges d'acier, 1984  (ISBN 2-205-02617-8)
2. Sur la jungle des damnés, 1986  (ISBN 2-205-02928-2)
3. La Rose d'Abyssinie, 1987  (ISBN 2-205-03415-4)
4. Les Griffes de l'Aigle, 1989  (ISBN 2-205-03590-8)